# Église San Giuseppe dei Ruffi

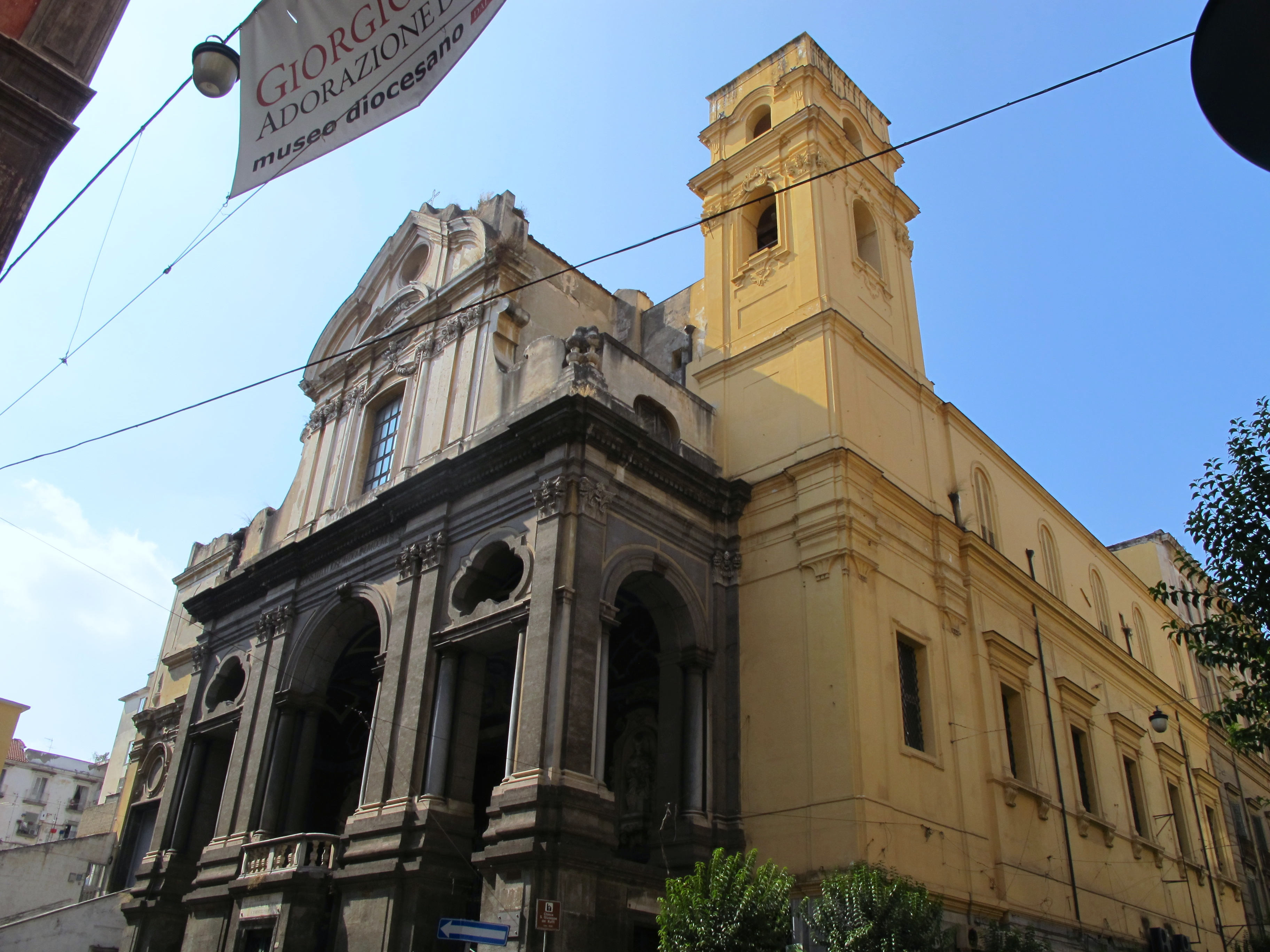
Vue de l'église.

L'église San Giuseppe dei Ruffi ou San Giuseppe dei Ruffo est une église du centre historique de Naples qui donne sur la piazzetta San Giuseppe dei Ruffi. Elle est consacrée à saint Joseph et dépend de l'archidiocèse de Naples.

## Histoire

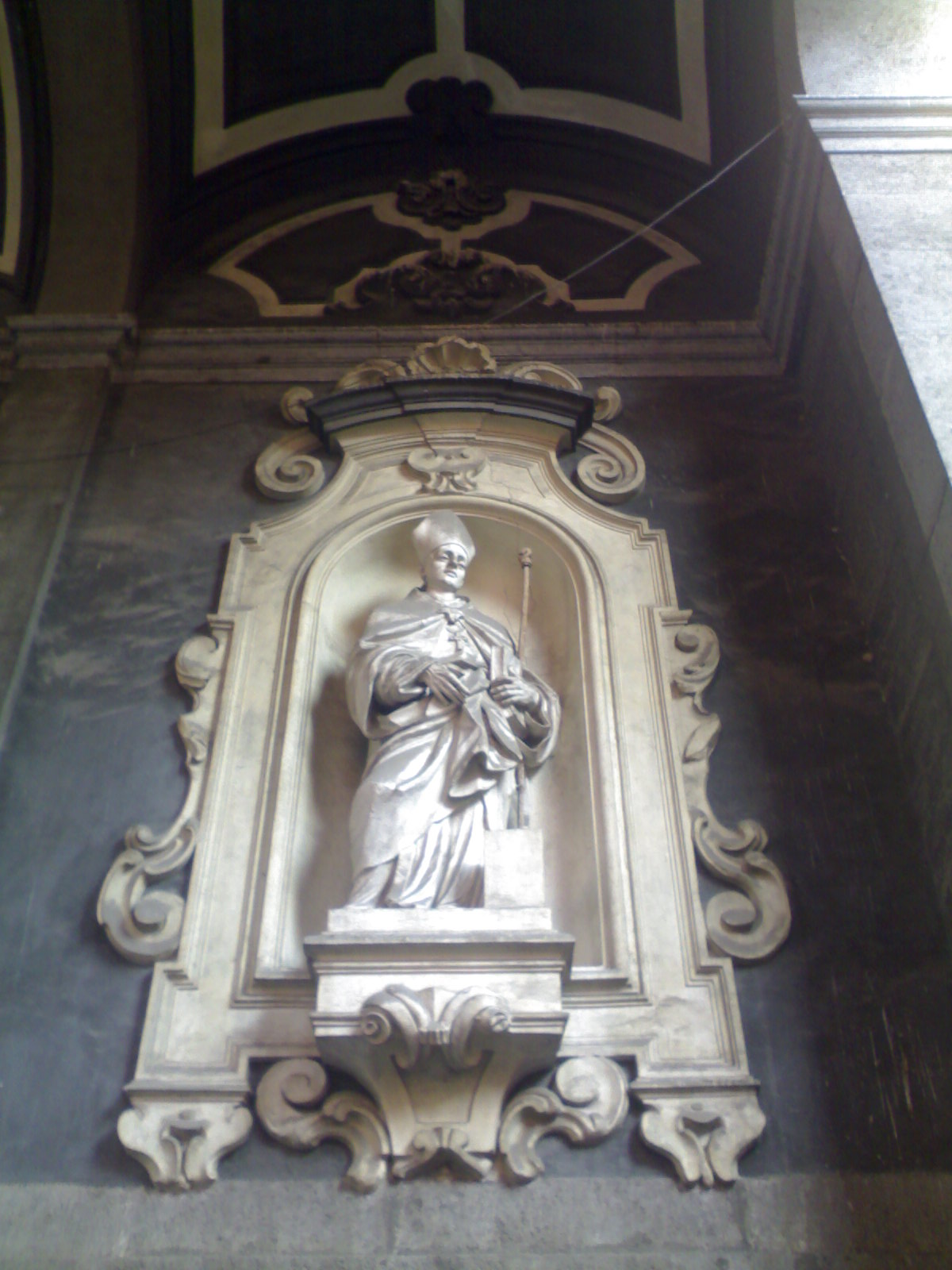
Une des statues de l'atrium, par Sanfelice

À l'origine un couvent est fondé en 1604 par plusieurs dames de l'aristocratie napolitaine, dont Cassandra Caracciolo, Ippolita et Caterina Ruffo, Caterina Tomacelli, sous la règle augustinienne. En 1611, les religieuses déménagent au couvent Santa Maria degli Angeli, rebaptisé San Giuseppe, et quelques années plus tard décident de construire une nouvelle église conventuelle après avoir démoli l'église existante; elles font aussi construire de nouveaux cloîtres.
Le projet primitif remonte à 1630; il est réalisé par Dionisio Nencioni di Bartolomeo, architecte qui avait déjà travaillé pour l'église des Girolamini. Entre-temps, pendant les travaux de Nencioni di Bartolomeo, le troisième côté du cloître de clôture est réalisé avec l'acquisition des habitations limitrophes afin de terminer le cloître. En 1636, l'ensemble est presque terminé et la décoration intérieure est achevée.

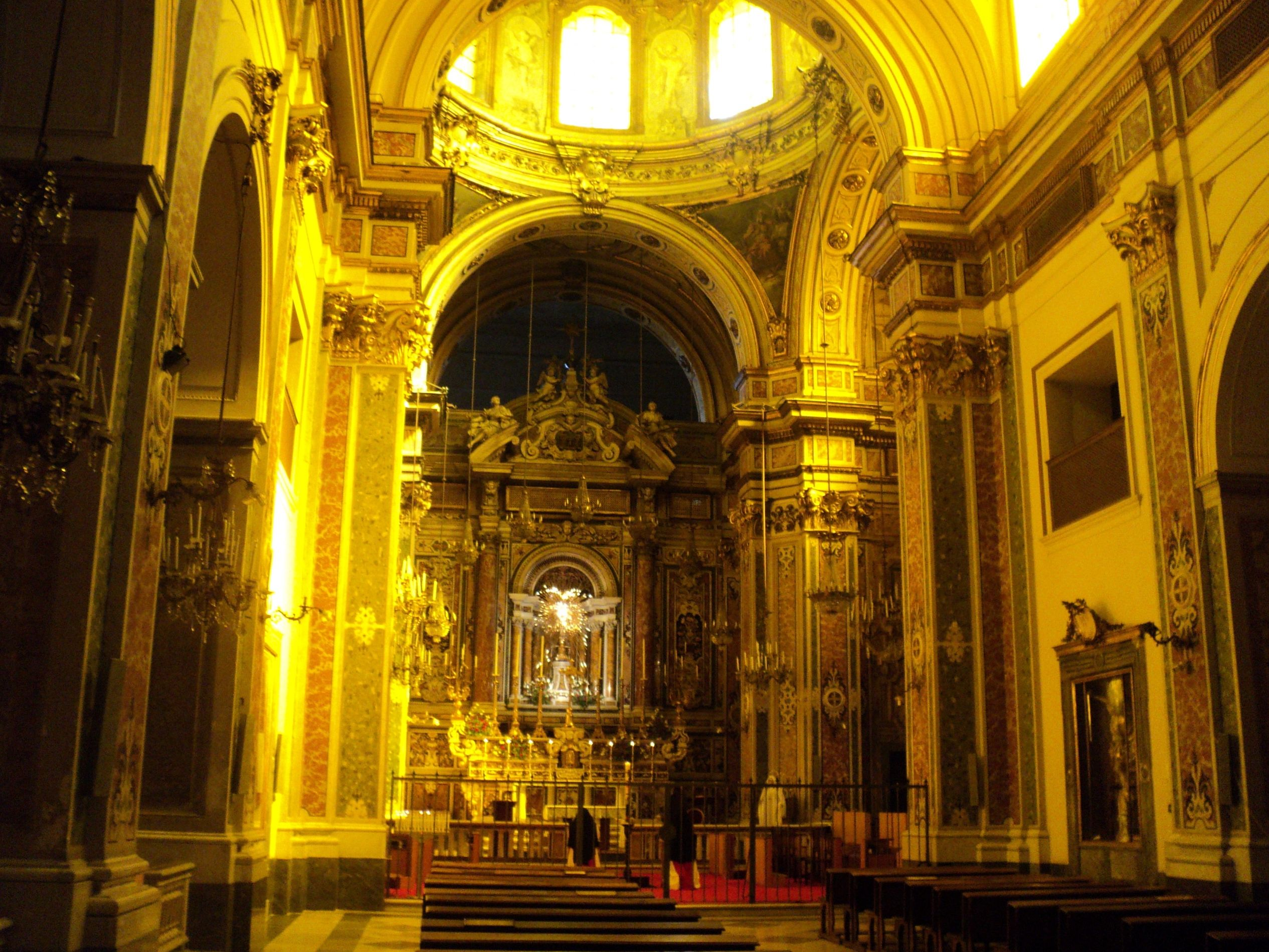
L'intérieur

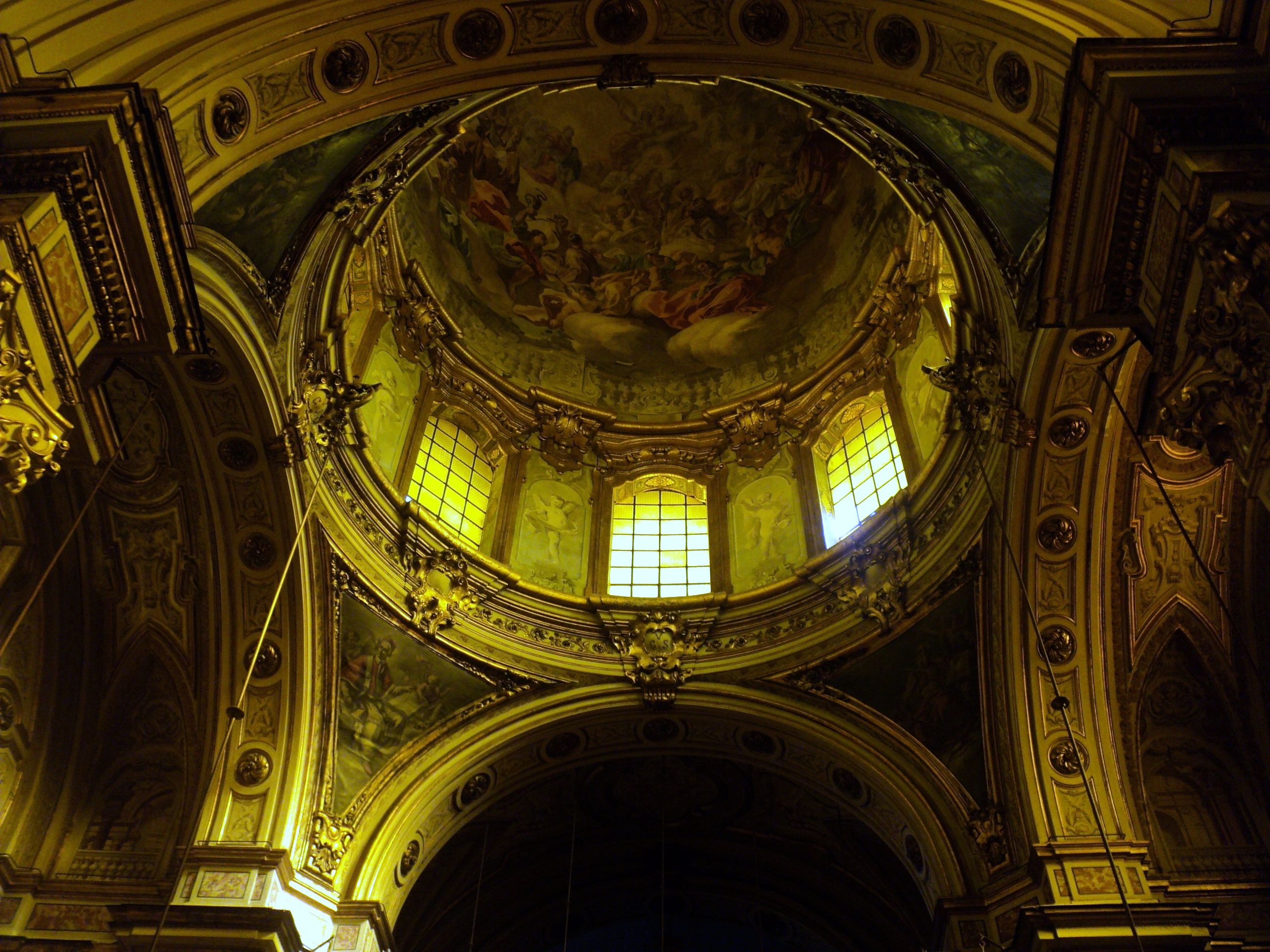
La coupole

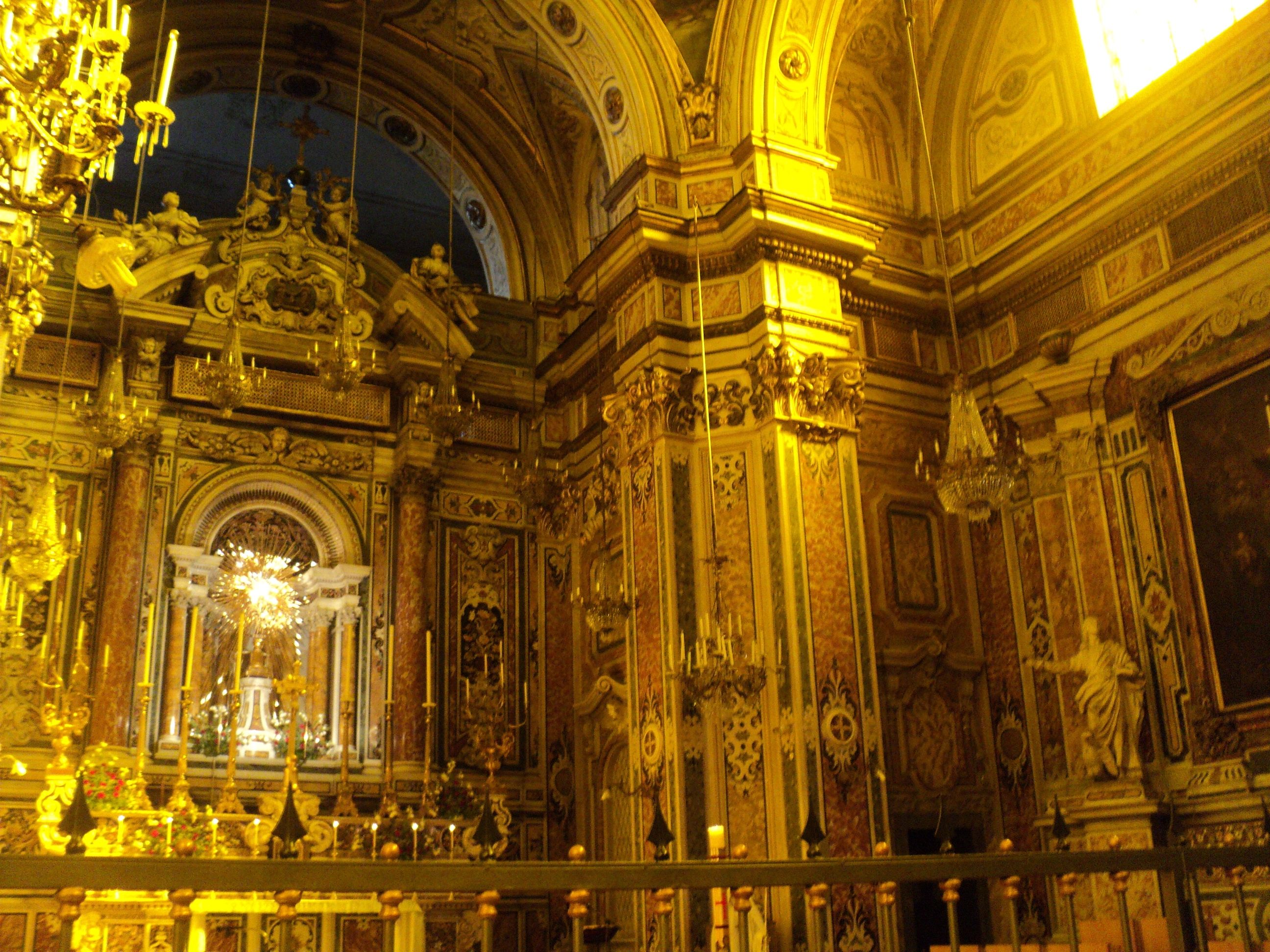
Détail du transept et de l'abside

Au milieu du siècle, une bonne partie des structures du couvent sont terminées, mais l'église manque. Les religieuses font donc appel à l'architecte Dionisio Lazzari. Les piliers de la première coupole sont prêts en 1669; la seconde calotte dessinée par Arcangelo Guglielmelli remonte à 1720, tandis qu'en 1734, une troisième coupole est achevée, décorée de fresques par la suite. La nef est construite dans les années 1670 et dans les années 1680, le maître-autel, dessiné par Lazzari.
Après la mort de l'architecte en 1689, Guglielmelli termine le chantier et dirige les travaux pour l'atrium qui se poursuivent jusqu'en 1725 après sa mort ; ceux-ci ont pris du retard à cause d'interruptions (notamment en 1722) à cause de controverses avec d'autres monastères voisin. Guglielmelli est aidé par son fils Marcello.
Après la mort de Guglielmelli en 1723, son fils termine le chantier; mais l'ensemble souffre à cause des tremblements de terre et l'on fait appel à Nicola Tagliacozzi Canale, afin de consolider la structure et redécorer l'intérieur en marbre d'opus sectile. L'ingénieur Mario Gioffredo, quant à lui, sécurise tout l'ensemble conventuel.
Au XIXe siècle, un côté du grand cloître est démoli pour la percée de la via Duomo, avec un ensemble résidentiel. C'est dans cette église que saint Ludovic de Casoria a eu une expérience mystique en 1847 qui va orienter sa vie.

## Description
La façade de l'église comporte une structure avec portique et un corps supérieur en avancée; l'atrium est précédé d'une double rampe d'escalier et le corps supérieur  présente un tympan d'inspiration borrominienne,  témoignant des liens culturels entre Naples et Rome. L'entrée de la chapelle San Nicola alle Sacramentine se trouve juste entre les deux rampes.
L'intérieur s'inscrit dans une croix latine avec des chapelles latérales décorées de mosaïques de marbre.
Le maître-autel est l'œuvre de Dionisio Lazzari, avec des sculptures de Matteo Bottiglieri; l'autel du transept droit est dessiné par Arcangelo Guglielmelli avec une Sainte Famille de Pomarancio; le transept gauche possède un autel de Bartolomeo et Pietro Ghetti (it), dessiné par Vinaccia, avec des statues de Giuseppe Sanmartino et des frères Ghetti, et un tableau de Luca Giordano.
La coupole est peinte de fresques de Francesco de Mura; on remarque dans une chapelle de gauche La Crucifixion de Giacinto Diano.

## Cloîtres
Les cloîtres du couvent San Giuseppe dei Ruffi sont bâtis par Dionisio Lazzari. Ils sont au nombre de deux: le grand cloître et le petit cloître. Le premier est construit avec un jardin entouré de piliers soutenant des arcades supportant le corps de bâtiment supérieur sans décorations particulières. Le second est de plan carré avec cinq arcades de côté.
Les deux cloîtres ne sont pas visibles à cause de la règle de clôture qui régit la congrégation en possession des lieux, les adoratrices perpétuelles du Saint-Sacrement.

## Vour aussi
- Liste des églises de Naples
- Baroque napolitain

## Source de la traduction
- (it) Cet article est partiellement ou en totalité issu de l’article de Wikipédia en italien intitulé « Chiesa di San Giuseppe dei Ruffi » (voir la liste des auteurs).